# Sandy Weill
Sanford I. Weill (« Sandy » Weill), né le 16 mars 1933 à Brooklyn, est un banquier américain, financier et philanthrope. Il a été dirigeant de la banque Citigroup jusqu'en 2006. Il a été nommé dirigeant de l'année par Chief executive en 2002.

## Biographie
Sandy Weill est né dans le quartier de Bensonhurst à Brooklyn. Ses deux parents, Max Weill et Etta Kalika, sont des immigrants polonais juifs.  Il a fait ses études supérieures à l'Université Cornell.
Il a commencé à travailler à Wall Street pour la banque Bear Stearns. Il participe à la fondation de la banque d'investissements Cogan, Berlind, Weill & Levitt (en) en 1960. Il en a été dirigeant entre 1965 et 1984, période pendant laquelle il a réalisé 15 acquisitions. Cogan, Berlind, Weill & Levitt a été racheté par American Express en 1981. À la suite de tensions avec James D. Robinson III (en), il se retire en 1985. En 1987 il rachète Gulf Insurance, et l'année suivante Primerica (en), en 1989 Drexel Burnham Lambert, et en 1992 27 % de Travelers Insurance (en), qui en 1998 annonce un accord avec Citicorp. En 2001, il est élu directeur de classe A de la Federal Reserve Bank of New York. Il a dirigé Citigroup jusqu'en avril 2006.
En 2012, il s'est prononcé pour une séparation des banques de dépôt et les banques d'investissements aux États-Unis.
Il est cité dans l'affaire des Panama Papers en avril 2016.

## Vie privée
Sandy Weill a rencontré sa future épouse, Joan Weill (née Mosher), le 1er avril 1954, lors d'une rencontre à l'aveugle. Leur mariage a eu lieu en juin 1955. Les parents de Joan n'approuvaient pas leur nouveau gendre, qui n'avait pas de travail à l'époque. Le couple a deux enfants: Marc Weill et Jessica Bibliowicz,.